# Ираклиевка
Ираклиевка (укр. Іракліївка) — село на Украине, находится в Могилёв-Подольском районе Винницкой области.
Население по переписи 2001 года составляет 173 человека. Почтовый индекс — 24010. Телефонный код — 4337.
Занимает площадь 1,2 км².

## Адрес местного совета
24010, Винницкая область, Могилёв-Подольский р-н, с. Жеребиловка